# Anderl Heckmair
Pas d'image ? Cliquez ici
Anderl Heckmair, né le 12 octobre 1906 à Munich et mort le 1er février 2005 à Oberstdorf, est un alpiniste et guide allemand. Il est surtout connu pour avoir vaincu, avec Ludwig Vörg, la face nord de l'Eiger en 1938, en compagnie de la cordée autrichienne composée de Heinrich Harrer et Fritz Kasparek.

## Biographie
Né d'un père jardinier, Anderl Heckmair passe les premières années de sa vie à suivre les traces de son père. Cependant, à la mort de celui-ci, il se retrouve en orphelinat, n'ayant que très peu d'argent pour vivre. Il termine rapidement son diplôme d'horticulture et se tourne alors vers l'alpinisme. Il commence à grimper dans le Kaisergebirge et dans le Wetterstein. Dès les années 1930, il fait l'acquisition de crampons à douze pointes qui l'aident à atteindre rapidement un bon niveau en alpinisme, notamment en escalade glaciaire. Son intérêt se porte alors rapidement sur les faces nord du Cervin, des Grandes Jorasses et de l'Eiger, « les trois derniers problèmes des Alpes » et, dès 1931, il fait deux tentatives sur la face nord des Grandes Jorasses, mais il doit renoncer durant l'ascension en raison du mauvais temps.
En 1933, il devient guide alpin et moniteur de ski. Durant les deux années suivantes, il effectue plusieurs tentatives, sans succès, sur la face nord des Grandes Jorasses. La face nord du Cervin ayant été conquise en 1931 et la face nord des Grandes Jorasses en 1935, il recentre son objectif sur la face nord de l'Eiger, réputée pour ses difficultés en escalade glaciaire. En 1938, il s'allie à Ludwig Vörg pour tenter l'ascension. Lors de la tentative, la cordée allemande « Heckmair-Vörg » rattrape la cordée autrichienne « Kasparek-Harrer », moins bien équipée pour la glace, si bien que la cordée allemande finit l'ascension en tête et atteint le sommet le 24 juillet 1938. Quelques années plus tard, Anderl Heckmair participe à des expéditions, dans l'Himalaya (1954), en Afrique (1960), dans la cordillère Blanche et dans les montagnes Rocheuses (1965).

## Ascensions
- 1929 - Voie Solleder à la Civetta.
- 1931 - Face nord de l'aiguille des Grands Charmoz.
- 1931 - Première ascension de la calotte de Rochefort (Grandes Jorasses).
- 1932 - Plusieurs premières dans le djebel Toubkal.
- 1938 - Première ascension de la face nord de l'Eiger.
- 1951 - Éperon Walker, en compagnie d'Hermann Köllensperger.